# Liste der Gemeinden in der Provinz Cuenca
Die spanische Provinz Cuenca hat 238 Gemeinden (Stand 1. Januar 2019).

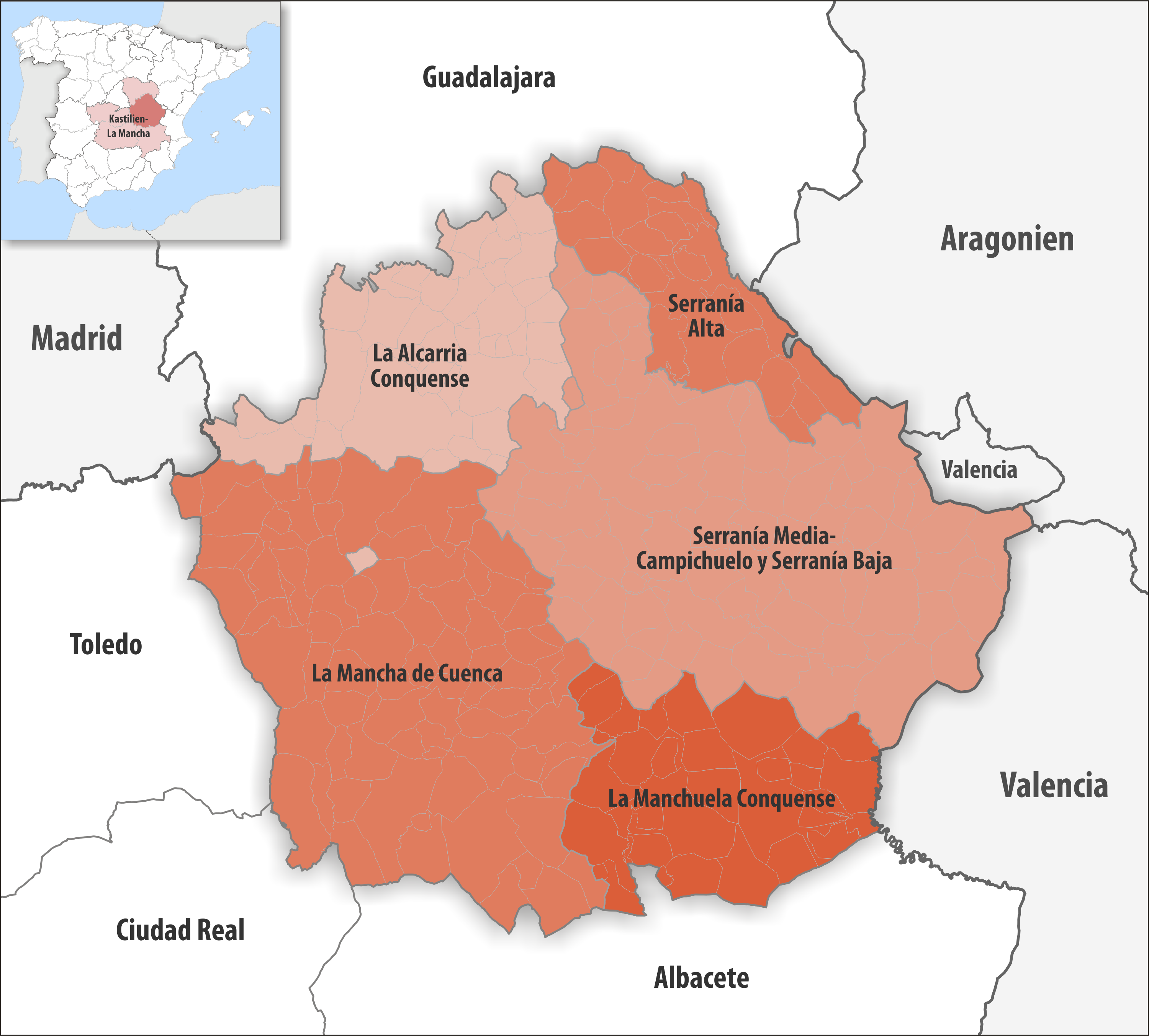
Comarcas in der Provinz Cuenca

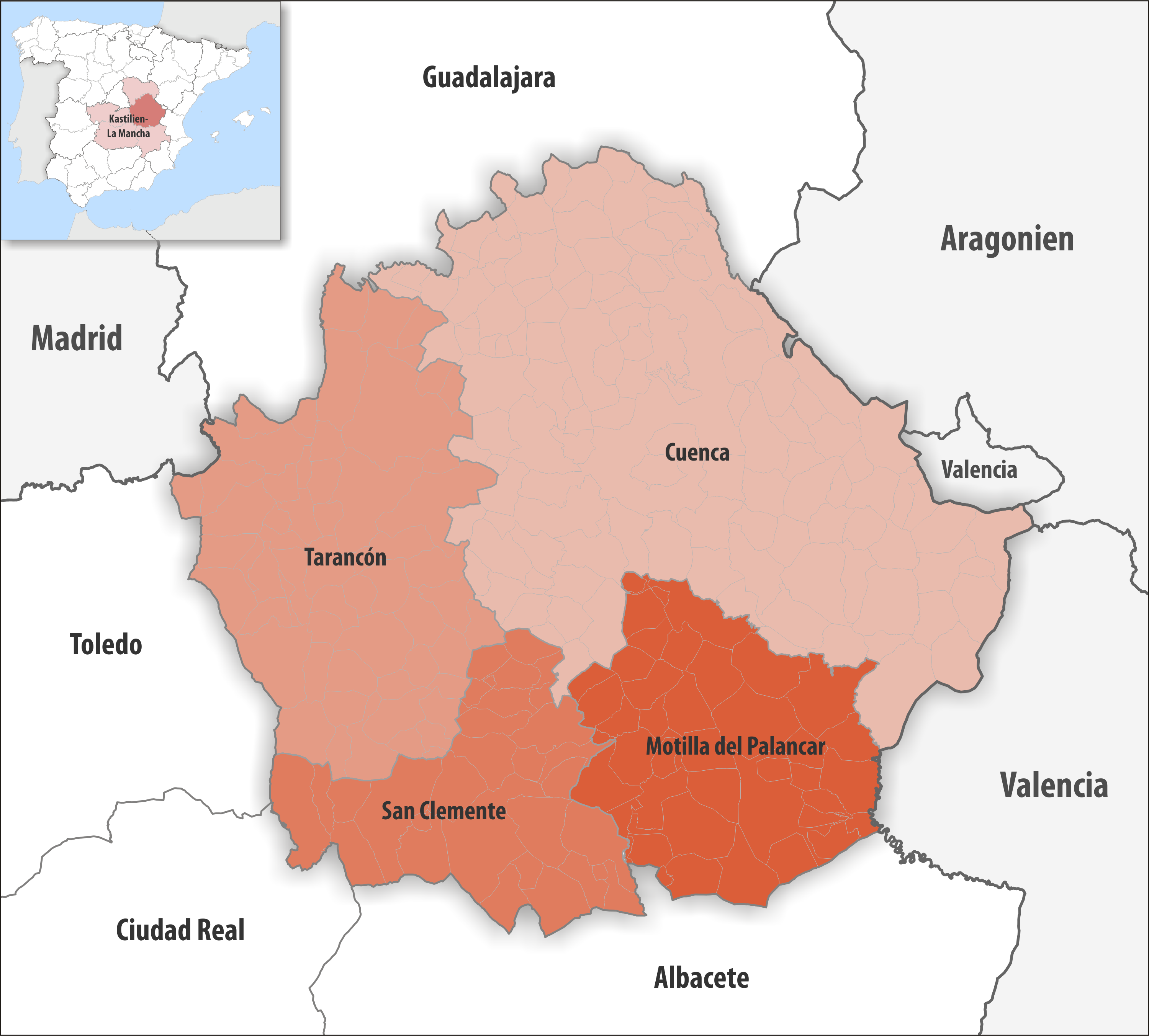
Gerichtsbezirke in der Provinz Cuenca

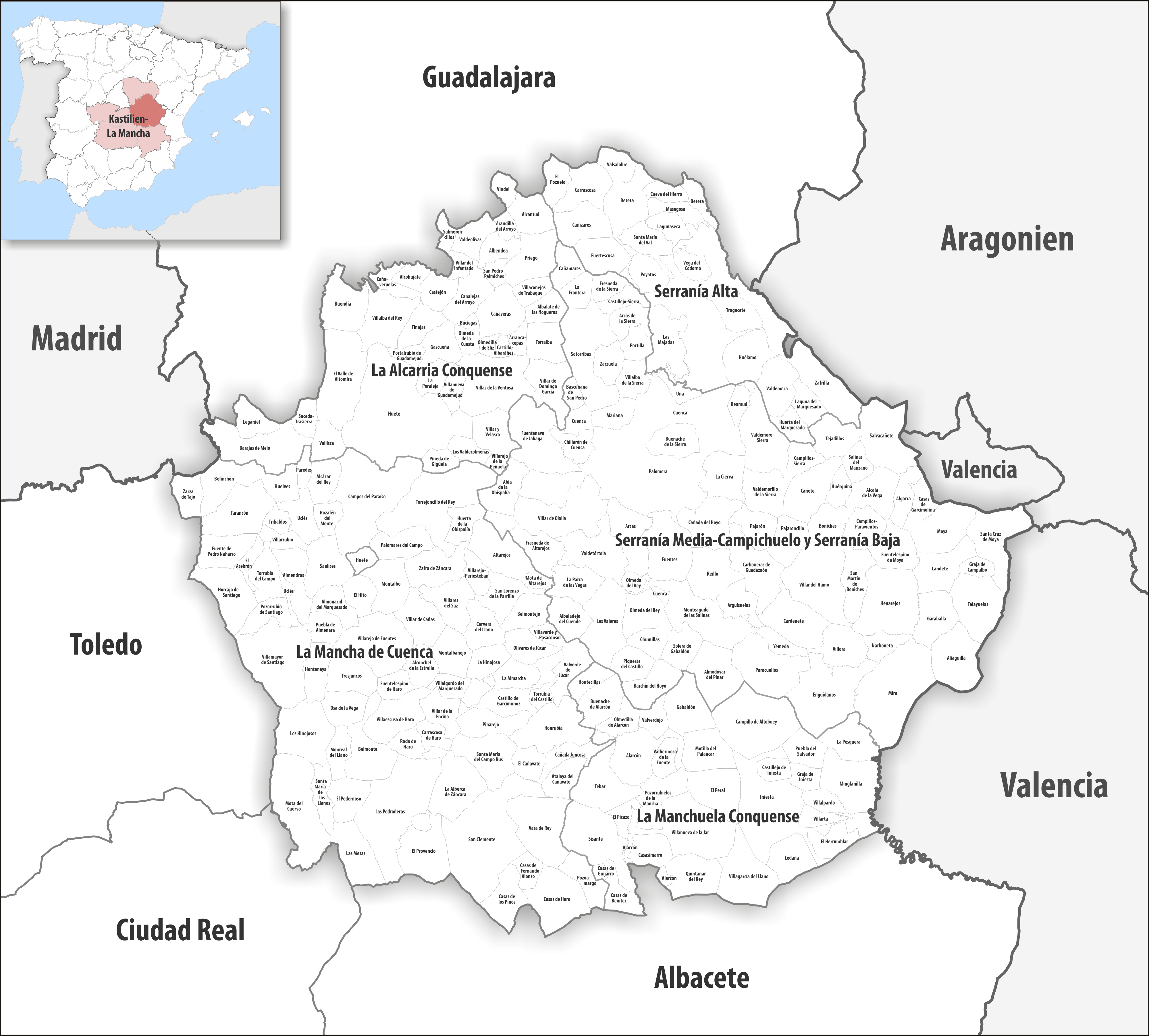
Gemeinden und Comarcas in der Provinz Cuenca

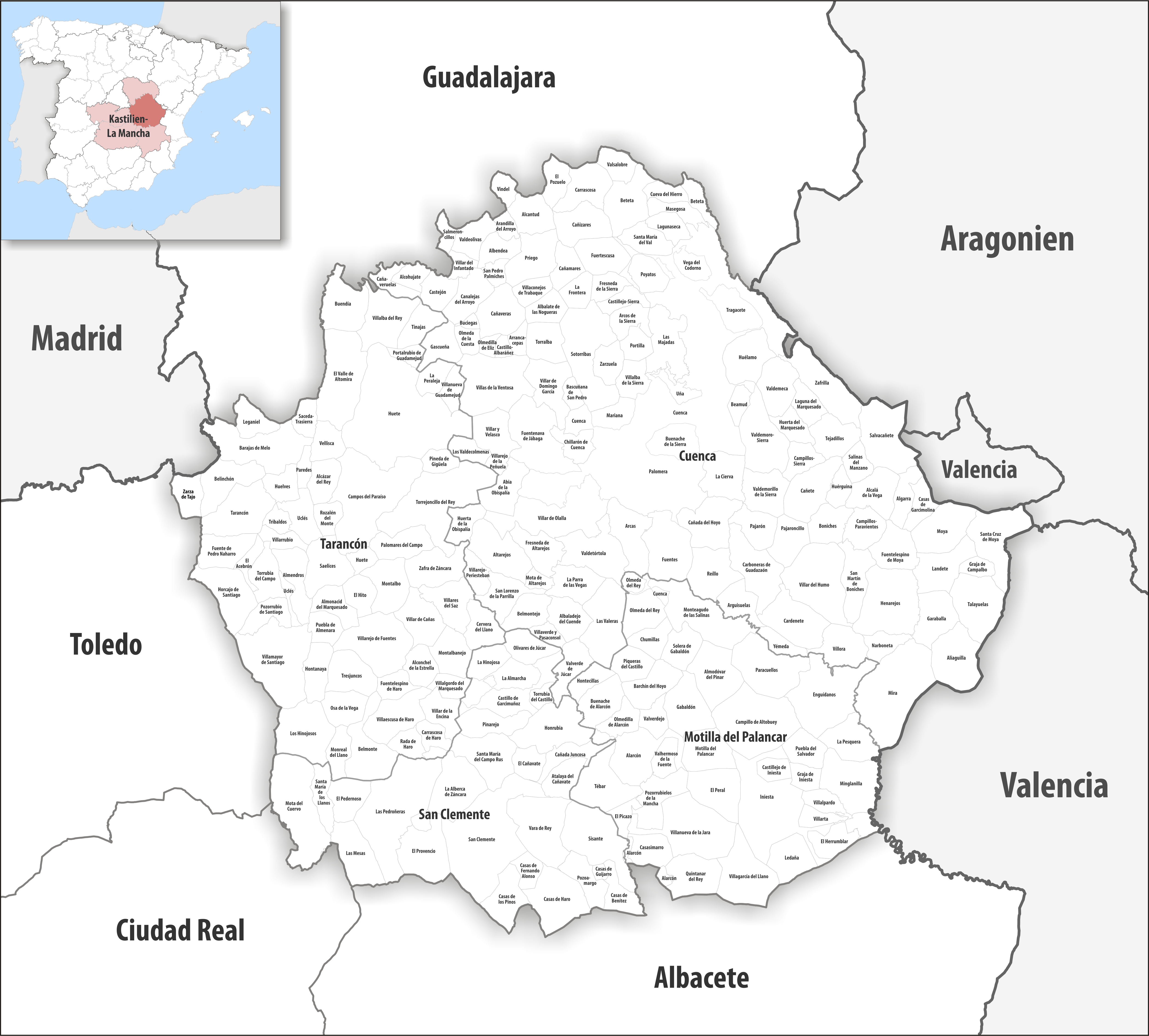
Gemeinden und Gerichtsbezirke in der Provinz Cuenca

| Wappen | Gemeinden                  | Einwohner (2024) | Fläche km² | Dichte Einw./km² | Cod INE | Comarca                                                        | Gerichtsbezirk       |
| ------ | -------------------------- | ---------------- | ---------- | ---------------- | ------- | -------------------------------------------------------------- | -------------------- |
|        | Abia de la Obispalía       | 59               | 63,05      | 1                | 16001   | Serranía Media-Campichuelo y Serranía Baja                     | Cuenca               |
|        | El Acebrón                 | 230              | 22,12      | 10               | 16002   | La Mancha de Cuenca                                            | Tarancón             |
|        | Alarcón                    | 176              | 119,96     | 1                | 16003   | La Manchuela Conquense                                         | Motilla del Palancar |
|        | Albaladejo del Cuende      | 215              | 55,19      | 4                | 16004   | Serranía Media-Campichuelo y Serranía Baja                     | Cuenca               |
|        | Albalate de las Nogueras   | 271              | 40,11      | 7                | 16005   | La Alcarria Conquense                                          | Cuenca               |
|        | Albendea                   | 119              | 38,20      | 3                | 16006   | La Alcarria Conquense                                          | Cuenca               |
|        | La Alberca de Záncara      | 1.531            | 100,62     | 15               | 16007   | La Mancha de Cuenca                                            | San Clemente         |
|        | Alcalá de la Vega          | 70               | 69,25      | 1                | 16008   | Serranía Media-Campichuelo y Serranía Baja                     | Cuenca               |
|        | Alcantud                   | 58               | 57,63      | 1                | 16009   | La Alcarria Conquense                                          | Cuenca               |
|        | Alcázar del Rey            | 167              | 46,50      | 4                | 16010   | La Mancha de Cuenca                                            | Tarancón             |
|        | Alcohujate                 | 27               | 27,29      | 1                | 16011   | La Alcarria Conquense                                          | Cuenca               |
|        | Alconchel de la Estrella   | 75               | 42,94      | 2                | 16012   | La Mancha de Cuenca                                            | Tarancón             |
|        | Algarra                    | 25               | 41,91      | 1                | 16013   | Serranía Media-Campichuelo y Serranía Baja                     | Cuenca               |
|        | Aliaguilla                 | 611              | 105,91     | 6                | 16014   | Serranía Media-Campichuelo y Serranía Baja                     | Cuenca               |
|        | La Almarcha                | 423              | 64,36      | 7                | 16015   | La Mancha de Cuenca                                            | San Clemente         |
|        | Almendros                  | 238              | 63,11      | 4                | 16016   | La Mancha de Cuenca                                            | Tarancón             |
|        | Almodóvar del Pinar        | 397              | 95,03      | 4                | 16017   | Serranía Media-Campichuelo y Serranía Baja                     | Motilla del Palancar |
|        | Almonacid del Marquesado   | 417              | 47,15      | 9                | 16018   | La Mancha de Cuenca                                            | Tarancón             |
|        | Altarejos                  | 204              | 91,32      | 2                | 16019   | La Mancha de Cuenca                                            | Cuenca               |
|        | Arandilla del Arroyo       | 14               | 19,48      | 1                | 16020   | La Alcarria Conquense                                          | Cuenca               |
|        | Arcas                      | 2.264            | 81,52      | 28               | 16905   | Serranía Media-Campichuelo y Serranía Baja                     | Cuenca               |
|        | Arcos de la Sierra         | 86               | 40,50      | 2                | 16022   | Serranía Media-Campichuelo y Serranía Baja                     | Cuenca               |
|        | Arguisuelas                | 129              | 49,61      | 3                | 16024   | Serranía Media-Campichuelo y Serranía Baja                     | Cuenca               |
|        | Arrancacepas               | 16               | 18,56      | 1                | 16025   | La Alcarria Conquense                                          | Cuenca               |
|        | Atalaya del Cañavate       | 98               | 46,36      | 2                | 16026   | La Mancha de Cuenca                                            | San Clemente         |
|        | Barajas de Melo            | 973              | 136,83     | 7                | 16027   | La Alcarria Conquense                                          | Tarancón             |
|        | Barchín del Hoyo           | 101              | 65,25      | 2                | 16029   | Serranía Media-Campichuelo y Serranía Baja                     | Motilla del Palancar |
|        | Bascuñana de San Pedro     | 24               | 19,63      | 1                | 16030   | Serranía Media-Campichuelo y Serranía Baja                     | Cuenca               |
|        | Beamud                     | 48               | 23,38      | 2                | 16031   | Serranía Media-Campichuelo y Serranía Baja                     | Cuenca               |
|        | Belinchón                  | 437              | 80,30      | 5                | 16032   | La Mancha de Cuenca                                            | Tarancón             |
|        | Belmonte                   | 1.769            | 92,63      | 19               | 16033   | La Mancha de Cuenca                                            | Tarancón             |
|        | Belmontejo                 | 129              | 52,23      | 2                | 16034   | La Mancha de Cuenca                                            | Cuenca               |
|        | Beteta                     | 235              | 115,00     | 2                | 16035   | Serranía Alta                                                  | Cuenca               |
|        | Boniches                   | 136              | 53,02      | 3                | 16036   | Serranía Media-Campichuelo y Serranía Baja                     | Cuenca               |
|        | Buciegas                   | 38               | 9,01       | 4                | 16038   | La Alcarria Conquense                                          | Cuenca               |
|        | Buenache de Alarcón        | 440              | 64,16      | 7                | 16039   | La Manchuela Conquense                                         | Motilla del Palancar |
|        | Buenache de la Sierra      | 109              | 57,67      | 2                | 16040   | Serranía Media-Campichuelo y Serranía Baja                     | Cuenca               |
|        | Buendía                    | 423              | 88,50      | 5                | 16041   | La Alcarria Conquense                                          | Tarancón             |
|        | Campillo de Altobuey       | 1.286            | 172,41     | 7                | 16042   | La Manchuela Conquense                                         | Motilla del Palancar |
|        | Campillos-Paravientos      | 110              | 54,34      | 2                | 16043   | Serranía Media-Campichuelo y Serranía Baja                     | Cuenca               |
|        | Campillos-Sierra           | 32               | 38,03      | 1                | 16044   | Serranía Media-Campichuelo y Serranía Baja                     | Cuenca               |
|        | Campos del Paraíso         | 648              | 216,89     | 3                | 16901   | La Mancha de Cuenca                                            | Tarancón             |
|        | Canalejas del Arroyo       | 157              | 60,95      | 3                | 16045   | La Alcarria Conquense                                          | Cuenca               |
|        | Cañada del Hoyo            | 230              | 89,75      | 3                | 16046   | Serranía Media-Campichuelo y Serranía Baja                     | Cuenca               |
|        | Cañada Juncosa             | 217              | 42,72      | 5                | 16047   | La Mancha de Cuenca                                            | San Clemente         |
|        | Cañamares                  | 454              | 40,52      | 11               | 16048   | Serranía Media-Campichuelo y Serranía Baja                     | Cuenca               |
|        | El Cañavate                | 128              | 36,10      | 4                | 16049   | La Mancha de Cuenca                                            | San Clemente         |
|        | Cañaveras                  | 220              | 73,63      | 3                | 16050   | La Alcarria Conquense                                          | Cuenca               |
|        | Cañaveruelas               | 118              | 33,57      | 4                | 16051   | La Alcarria Conquense                                          | Cuenca               |
|        | Cañete                     | 843              | 86,96      | 10               | 16052   | Serranía Media-Campichuelo y Serranía Baja                     | Cuenca               |
|        | Cañizares                  | 440              | 76,24      | 6                | 16053   | Serranía Alta                                                  | Cuenca               |
|        | Carboneras de Guadazaón    | 787              | 100,65     | 8                | 16055   | Serranía Media-Campichuelo y Serranía Baja                     | Cuenca               |
|        | Cardenete                  | 474              | 97,51      | 5                | 16056   | Serranía Media-Campichuelo y Serranía Baja                     | Cuenca               |
|        | Carrascosa                 | 70               | 71,47      | 1                | 16057   | Serranía Alta                                                  | Cuenca               |
|        | Carrascosa de Haro         | 91               | 29,05      | 3                | 16058   | La Mancha de Cuenca                                            | Tarancón             |
|        | Casas de Benítez           | 834              | 46,76      | 18               | 16060   | La Manchuela Conquense                                         | San Clemente         |
|        | Casas de Fernando Alonso   | 1.088            | 30,28      | 36               | 16061   | La Mancha de Cuenca                                            | San Clemente         |
|        | Casas de Garcimolina       | 30               | 38,69      | 1                | 16062   | Serranía Media-Campichuelo y Serranía Baja                     | Cuenca               |
|        | Casas de Guijarro          | 102              | 8,20       | 12               | 16063   | La Manchuela Conquense                                         | San Clemente         |
|        | Casas de Haro              | 836              | 110,84     | 8                | 16064   | La Mancha de Cuenca                                            | San Clemente         |
|        | Casas de los Pinos         | 389              | 68,22      | 6                | 16065   | La Mancha de Cuenca                                            | San Clemente         |
|        | Casasimarro                | 3.205            | 49,62      | 65               | 16066   | La Manchuela Conquense                                         | Motilla del Palancar |
|        | Castejón                   | 130              | 43,62      | 3                | 16067   | La Alcarria Conquense                                          | Cuenca               |
|        | Castillejo de Iniesta      | 102              | 27,70      | 4                | 16068   | La Manchuela Conquense                                         | Motilla del Palancar |
|        | Castillejo-Sierra          | 33               | 30,37      | 1                | 16070   | Serranía Media-Campichuelo y Serranía Baja                     | Cuenca               |
|        | Castillo de Garcimuñoz     | 132              | 82,21      | 2                | 16072   | La Mancha de Cuenca                                            | San Clemente         |
|        | Castillo-Albaráñez         | 21               | 12,43      | 2                | 16071   | La Alcarria Conquense                                          | Cuenca               |
|        | Cervera del Llano          | 209              | 55,49      | 4                | 16073   | La Mancha de Cuenca                                            | Tarancón             |
|        | La Cierva                  | 39               | 71,70      | 1                | 16074   | Serranía Media-Campichuelo y Serranía Baja                     | Cuenca               |
|        | Cuenca                     | 53.429           | 910,88     | 59               | 16078   | La Mancha de Cuenca Serranía Media-Campichuelo y Serranía Baja | Cuenca               |
|        | Cueva del Hierro           | 25               | 28,20      | 1                | 16079   | Serranía Alta                                                  | Cuenca               |
|        | Chillarón de Cuenca        | 864              | 39,17      | 22               | 16023   | Serranía Media-Campichuelo y Serranía Baja                     | Cuenca               |
|        | Chumillas                  | 55               | 39,58      | 1                | 16081   | Serranía Media-Campichuelo y Serranía Baja                     | Motilla del Palancar |
|        | Enguídanos                 | 294              | 165,35     | 2                | 16082   | Serranía Media-Campichuelo y Serranía Baja                     | Motilla del Palancar |
|        | Fresneda de Altarejos      | 38               | 59,90      | 1                | 16083   | Serranía Media-Campichuelo y Serranía Baja                     | Cuenca               |
|        | Fresneda de la Sierra      | 41               | 31,90      | 1                | 16084   | Serranía Media-Campichuelo y Serranía Baja                     | Cuenca               |
|        | La Frontera                | 148              | 34,57      | 4                | 16085   | Serranía Media-Campichuelo y Serranía Baja                     | Cuenca               |
|        | Fuente de Pedro Naharro    | 1.269            | 63,58      | 20               | 16086   | La Mancha de Cuenca                                            | Tarancón             |
|        | Fuentelespino de Haro      | 245              | 33,44      | 7                | 16087   | La Mancha de Cuenca                                            | Tarancón             |
|        | Fuentelespino de Moya      | 105              | 65,72      | 2                | 16088   | Serranía Media-Campichuelo y Serranía Baja                     | Cuenca               |
|        | Fuentenava de Jábaga       | 610              | 133,16     | 5                | 16904   | Serranía Media-Campichuelo y Serranía Baja                     | Cuenca               |
|        | Fuentes                    | 468              | 107,66     | 4                | 16089   | Serranía Media-Campichuelo y Serranía Baja                     | Cuenca               |
|        | Fuertescusa                | 69               | 64,04      | 1                | 16091   | Serranía Alta                                                  | Cuenca               |
|        | Gabaldón                   | 159              | 84,10      | 2                | 16092   | La Manchuela Conquense                                         | Motilla del Palancar |
|        | Garaballa                  | 61               | 69,77      | 1                | 16093   | Serranía Media-Campichuelo y Serranía Baja                     | Cuenca               |
|        | Gascueña                   | 130              | 51,81      | 3                | 16094   | La Alcarria Conquense                                          | Cuenca               |
|        | Graja de Campalbo          | 85               | 22,30      | 4                | 16095   | Serranía Media-Campichuelo y Serranía Baja                     | Cuenca               |
|        | Graja de Iniesta           | 357              | 28,22      | 13               | 16096   | La Manchuela Conquense                                         | Motilla del Palancar |
|        | Henarejos                  | 131              | 145,90     | 1                | 16097   | Serranía Media-Campichuelo y Serranía Baja                     | Cuenca               |
|        | El Herrumblar              | 785              | 46,10      | 17               | 16098   | La Manchuela Conquense                                         | Motilla del Palancar |
|        | La Hinojosa                | 195              | 42,11      | 5                | 16099   | La Mancha de Cuenca                                            | San Clemente         |
|        | Los Hinojosos              | 721              | 114,02     | 6                | 16100   | La Mancha de Cuenca                                            | Tarancón             |
|        | El Hito                    | 130              | 41,22      | 3                | 16101   | La Mancha de Cuenca                                            | Tarancón             |
|        | Honrubia                   | 1.542            | 110,34     | 14               | 16102   | La Mancha de Cuenca                                            | San Clemente         |
|        | Hontanaya                  | 257              | 53,63      | 5                | 16103   | La Mancha de Cuenca                                            | Tarancón             |
|        | Hontecillas                | 55               | 34,70      | 2                | 16104   | La Manchuela Conquense                                         | Motilla del Palancar |
|        | Horcajo de Santiago        | 3.754            | 96,03      | 39               | 16106   | La Mancha de Cuenca                                            | Tarancón             |
|        | Huélamo                    | 70               | 79,24      | 1                | 16107   | Serranía Alta                                                  | Cuenca               |
|        | Huelves                    | 88               | 39,34      | 2                | 16108   | La Mancha de Cuenca                                            | Tarancón             |
|        | Huérguina                  | 44               | 28,01      | 2                | 16109   | Serranía Media-Campichuelo y Serranía Baja                     | Cuenca               |
|        | Huerta de la Obispalía     | 130              | 41,88      | 3                | 16110   | La Mancha de Cuenca                                            | Cuenca               |
|        | Huerta del Marquesado      | 173              | 35,69      | 5                | 16111   | Serranía Alta                                                  | Cuenca               |
|        | Huete                      | 1.822            | 377,57     | 5                | 16112   | La Alcarria Conquense                                          | Tarancón             |
|        | Iniesta                    | 4.525            | 232,28     | 19               | 16113   | La Manchuela Conquense                                         | Motilla del Palancar |
|        | Laguna del Marquesado      | 59               | 37,91      | 2                | 16115   | Serranía Alta                                                  | Cuenca               |
|        | Lagunaseca                 | 49               | 34,34      | 1                | 16116   | Serranía Alta                                                  | Cuenca               |
|        | Landete                    | 1.215            | 79,34      | 15               | 16117   | Serranía Media-Campichuelo y Serranía Baja                     | Cuenca               |
|        | Ledaña                     | 1.602            | 65,47      | 24               | 16118   | La Manchuela Conquense                                         | Motilla del Palancar |
|        | Leganiel                   | 226              | 45,10      | 5                | 16119   | La Alcarria Conquense                                          | Tarancón             |
|        | Las Majadas                | 217              | 88,33      | 2                | 16121   | Serranía Alta                                                  | Cuenca               |
|        | Mariana                    | 314              | 39,97      | 8                | 16122   | Serranía Media-Campichuelo y Serranía Baja                     | Cuenca               |
|        | Masegosa                   | 62               | 30,82      | 2                | 16123   | Serranía Alta                                                  | Cuenca               |
|        | Las Mesas                  | 2.271            | 86,45      | 26               | 16124   | La Mancha de Cuenca                                            | San Clemente         |
|        | Minglanilla                | 2.322            | 109,57     | 21               | 16125   | La Manchuela Conquense                                         | Motilla del Palancar |
|        | Mira                       | 921              | 212,86     | 4                | 16126   | Serranía Media-Campichuelo y Serranía Baja                     | Cuenca               |
|        | Monreal del Llano          | 45               | 39,02      | 1                | 16128   | La Mancha de Cuenca                                            | Tarancón             |
|        | Montalbanejo               | 84               | 59,33      | 1                | 16129   | La Mancha de Cuenca                                            | Tarancón             |
|        | Montalbo                   | 705              | 73,96      | 10               | 16130   | La Mancha de Cuenca                                            | Tarancón             |
|        | Monteagudo de las Salinas  | 124              | 131,86     | 1                | 16131   | Serranía Media-Campichuelo y Serranía Baja                     | Motilla del Palancar |
|        | Mota de Altarejos          | 27               | 16,95      | 2                | 16132   | La Mancha de Cuenca                                            | Cuenca               |
|        | Mota del Cuervo            | 6.121            | 176,17     | 35               | 16133   | La Mancha de Cuenca                                            | San Clemente         |
|        | Motilla del Palancar       | 6.259            | 73,89      | 85               | 16134   | La Manchuela Conquense                                         | Motilla del Palancar |
|        | Moya                       | 148              | 91,73      | 2                | 16135   | Serranía Media-Campichuelo y Serranía Baja                     | Cuenca               |
|        | Narboneta                  | 43               | 34,95      | 1                | 16137   | Serranía Media-Campichuelo y Serranía Baja                     | Cuenca               |
|        | Olivares de Júcar          | 297              | 50,00      | 6                | 16139   | La Mancha de Cuenca                                            | San Clemente         |
|        | Olmeda de la Cuesta        | 20               | 23,23      | 1                | 16140   | La Alcarria Conquense                                          | Cuenca               |
|        | Olmeda del Rey             | 123              | 74,61      | 2                | 16141   | Serranía Media-Campichuelo y Serranía Baja                     | Motilla del Palancar |
|        | Olmedilla de Alarcón       | 128              | 38,31      | 3                | 16142   | La Manchuela Conquense                                         | Motilla del Palancar |
|        | Olmedilla de Eliz          | 19               | 13,31      | 1                | 16143   | La Alcarria Conquense                                          | Cuenca               |
|        | Osa de la Vega             | 443              | 53,34      | 8                | 16145   | La Mancha de Cuenca                                            | Tarancón             |
|        | Pajarón                    | 75               | 52,61      | 1                | 16146   | Serranía Media-Campichuelo y Serranía Baja                     | Cuenca               |
|        | Pajaroncillo               | 62               | 56,91      | 1                | 16147   | Serranía Media-Campichuelo y Serranía Baja                     | Cuenca               |
|        | Palomares del Campo        | 555              | 60,98      | 9                | 16148   | La Mancha de Cuenca                                            | Tarancón             |
|        | Palomera                   | 191              | 50,27      | 4                | 16149   | Serranía Media-Campichuelo y Serranía Baja                     | Cuenca               |
|        | Paracuellos                | 99               | 123,48     | 1                | 16150   | Serranía Media-Campichuelo y Serranía Baja                     | Motilla del Palancar |
|        | Paredes                    | 68               | 19,35      | 4                | 16151   | La Mancha de Cuenca                                            | Tarancón             |
|        | La Parra de las Vegas      | 35               | 61,51      | 1                | 16152   | Serranía Media-Campichuelo y Serranía Baja                     | Cuenca               |
|        | El Pedernoso               | 1.117            | 56,37      | 20               | 16153   | La Mancha de Cuenca                                            | San Clemente         |
|        | Las Pedroñeras             | 6.518            | 225,06     | 29               | 16154   | La Mancha de Cuenca                                            | San Clemente         |
|        | El Peral                   | 648              | 85,84      | 8                | 16155   | La Manchuela Conquense                                         | Motilla del Palancar |
|        | La Peraleja                | 75               | 34,93      | 2                | 16156   | La Alcarria Conquense                                          | Tarancón             |
|        | La Pesquera                | 234              | 72,36      | 3                | 16157   | La Manchuela Conquense                                         | Motilla del Palancar |
|        | El Picazo                  | 704              | 24,90      | 28               | 16158   | La Manchuela Conquense                                         | Motilla del Palancar |
|        | Pinarejo                   | 181              | 61,82      | 3                | 16159   | La Mancha de Cuenca                                            | San Clemente         |
|        | Pineda de Gigüela          | 55               | 29,08      | 2                | 16160   | La Alcarria Conquense                                          | Tarancón             |
|        | Piqueras del Castillo      | 40               | 45,86      | 1                | 16161   | Serranía Media-Campichuelo y Serranía Baja                     | Motilla del Palancar |
|        | Portalrubio de Guadamejud  | 42               | 20,97      | 2                | 16162   | La Alcarria Conquense                                          | Tarancón             |
|        | Portilla                   | 61               | 32,91      | 2                | 16163   | Serranía Media-Campichuelo y Serranía Baja                     | Cuenca               |
|        | Poyatos                    | 71               | 45,05      | 2                | 16165   | Serranía Alta                                                  | Cuenca               |
|        | Pozoamargo                 | 265              | 53,33      | 5                | 16166   | La Mancha de Cuenca                                            | San Clemente         |
|        | Pozorrubielos de la Mancha | 164              | 73,58      | 2                | 16908   | La Manchuela Conquense                                         | Motilla del Palancar |
|        | Pozorrubio de Santiago     | 309              | 44,70      | 7                | 16167   | La Mancha de Cuenca                                            | Tarancón             |
|        | El Pozuelo                 | 43               | 41,26      | 1                | 16169   | Serranía Alta                                                  | Cuenca               |
|        | Priego                     | 925              | 80,34      | 12               | 16170   | La Alcarria Conquense                                          | Cuenca               |
|        | El Provencio               | 2.358            | 101,60     | 23               | 16171   | La Mancha de Cuenca                                            | San Clemente         |
|        | Puebla de Almenara         | 312              | 37,67      | 8                | 16172   | La Mancha de Cuenca                                            | Tarancón             |
|        | Puebla del Salvador        | 197              | 48,09      | 4                | 16174   | La Manchuela Conquense                                         | Motilla del Palancar |
|        | Quintanar del Rey          | 7.484            | 79,92      | 94               | 16175   | La Manchuela Conquense                                         | Motilla del Palancar |
|        | Rada de Haro               | 47               | 32,25      | 1                | 16176   | La Mancha de Cuenca                                            | Tarancón             |
|        | Reíllo                     | 102              | 81,70      | 1                | 16177   | Serranía Media-Campichuelo y Serranía Baja                     | Cuenca               |
|        | Rozalén del Monte          | 54               | 30,63      | 2                | 16181   | La Mancha de Cuenca                                            | Tarancón             |
|        | Saceda-Trasierra           | 41               | 30,92      | 1                | 16185   | La Alcarria Conquense                                          | Tarancón             |
|        | Saelices                   | 464              | 80,62      | 6                | 16186   | La Mancha de Cuenca                                            | Tarancón             |
|        | Salinas del Manzano        | 75               | 33,65      | 2                | 16187   | Serranía Media-Campichuelo y Serranía Baja                     | Cuenca               |
|        | Salmeroncillos             | 102              | 20,68      | 5                | 16188   | La Alcarria Conquense                                          | Cuenca               |
|        | Salvacañete                | 288              | 120,28     | 2                | 16189   | Serranía Media-Campichuelo y Serranía Baja                     | Cuenca               |
|        | San Clemente               | 6.812            | 277,51     | 25               | 16190   | La Mancha de Cuenca                                            | San Clemente         |
|        | San Lorenzo de la Parrilla | 1.134            | 59,89      | 19               | 16191   | La Mancha de Cuenca                                            | Cuenca               |
|        | San Martín de Boniches     | 39               | 69,77      | 1                | 16192   | Serranía Media-Campichuelo y Serranía Baja                     | Cuenca               |
|        | San Pedro Palmiches        | 56               | 19,85      | 3                | 16193   | La Alcarria Conquense                                          | Cuenca               |
|        | Santa Cruz de Moya         | 232              | 110,74     | 2                | 16194   | Serranía Media-Campichuelo y Serranía Baja                     | Cuenca               |
|        | Santa María de los Llanos  | 668              | 43,01      | 16               | 16196   | La Mancha de Cuenca                                            | San Clemente         |
|        | Santa María del Campo Rus  | 525              | 93,63      | 6                | 16195   | La Mancha de Cuenca                                            | San Clemente         |
|        | Santa María del Val        | 63               | 47,06      | 1                | 16197   | Serranía Alta                                                  | Cuenca               |
|        | Sisante                    | 1.660            | 134,36     | 12               | 16198   | La Manchuela Conquense                                         | San Clemente         |
|        | Solera de Gabaldón         | 33               | 50,49      | 1                | 16199   | Serranía Media-Campichuelo y Serranía Baja                     | Motilla del Palancar |
|        | Sotorribas                 | 707              | 149,21     | 5                | 16909   | Serranía Media-Campichuelo y Serranía Baja                     | Cuenca               |
|        | Talayuelas                 | 882              | 106,59     | 8                | 16202   | Serranía Media-Campichuelo y Serranía Baja                     | Cuenca               |
|        | Tarancón                   | 16.462           | 106,58     | 154              | 16203   | La Mancha de Cuenca                                            | Tarancón             |
|        | Tébar                      | 293              | 99,02      | 3                | 16204   | La Manchuela Conquense                                         | Motilla del Palancar |
|        | Tejadillos                 | 103              | 63,28      | 2                | 16205   | Serranía Media-Campichuelo y Serranía Baja                     | Cuenca               |
|        | Tinajas                    | 195              | 46,89      | 4                | 16206   | La Alcarria Conquense                                          | Tarancón             |
|        | Torralba                   | 113              | 55,49      | 2                | 16209   | La Alcarria Conquense                                          | Cuenca               |
|        | Torrejoncillo del Rey      | 338              | 201,46     | 2                | 16211   | La Mancha de Cuenca                                            | Tarancón             |
|        | Torrubia del Campo         | 312              | 53,36      | 6                | 16212   | La Mancha de Cuenca                                            | Tarancón             |
|        | Torrubia del Castillo      | 42               | 17,47      | 2                | 16213   | La Mancha de Cuenca                                            | San Clemente         |
|        | Tragacete                  | 261              | 61,75      | 4                | 16215   | Serranía Alta                                                  | Cuenca               |
|        | Tresjuncos                 | 262              | 70,29      | 4                | 16216   | La Mancha de Cuenca                                            | Tarancón             |
|        | Tribaldos                  | 98               | 21,28      | 5                | 16217   | La Mancha de Cuenca                                            | Tarancón             |
|        | Uclés                      | 235              | 64,61      | 4                | 16218   | La Mancha de Cuenca                                            | Tarancón             |
|        | Uña                        | 89               | 23,55      | 4                | 16219   | Serranía Media-Campichuelo y Serranía Baja                     | Cuenca               |
|        | Los Valdecolmenas          | 71               | 31,31      | 2                | 16906   | La Alcarria Conquense                                          | Cuenca               |
|        | Valdemeca                  | 82               | 69,82      | 1                | 16224   | Serranía Alta                                                  | Cuenca               |
|        | Valdemorillo de la Sierra  | 56               | 70,27      | 1                | 16225   | Serranía Media-Campichuelo y Serranía Baja                     | Cuenca               |
|        | Valdemoro-Sierra           | 99               | 107,64     | 1                | 16227   | Serranía Media-Campichuelo y Serranía Baja                     | Cuenca               |
|        | Valdeolivas                | 202              | 46,05      | 4                | 16228   | La Alcarria Conquense                                          | Cuenca               |
|        | Valdetórtola               | 123              | 103,21     | 1                | 16902   | Serranía Media-Campichuelo y Serranía Baja                     | Cuenca               |
|        | Las Valeras                | 1.564            | 113,05     | 14               | 16903   | Serranía Media-Campichuelo y Serranía Baja                     | Cuenca               |
|        | Valhermoso de la Fuente    | 59               | 32,12      | 2                | 16231   | La Manchuela Conquense                                         | Motilla del Palancar |
|        | El Valle de Altomira       | 205              | 147,41     | 1                | 16173   | La Alcarria Conquense                                          | Tarancón             |
|        | Valsalobre                 | 20               | 38,08      | 1                | 16234   | Serranía Alta                                                  | Cuenca               |
|        | Valverde de Júcar          | 1.097            | 56,21      | 20               | 16236   | La Mancha de Cuenca                                            | Cuenca               |
|        | Valverdejo                 | 87               | 32,47      | 3                | 16237   | La Manchuela Conquense                                         | Motilla del Palancar |
|        | Vara de Rey                | 470              | 127,88     | 4                | 16238   | La Mancha de Cuenca                                            | San Clemente         |
|        | Vega del Codorno           | 143              | 32,27      | 4                | 16239   | Serranía Alta                                                  | Cuenca               |
|        | Vellisca                   | 125              | 42,98      | 3                | 16240   | La Alcarria Conquense                                          | Tarancón             |
|        | Villaconejos de Trabaque   | 325              | 31,86      | 10               | 16242   | La Alcarria Conquense                                          | Cuenca               |
|        | Villaescusa de Haro        | 459              | 93,20      | 5                | 16243   | La Mancha de Cuenca                                            | Tarancón             |
|        | Villagarcía del Llano      | 757              | 116,84     | 6                | 16244   | La Manchuela Conquense                                         | Motilla del Palancar |
|        | Villalba de la Sierra      | 561              | 41,24      | 14               | 16245   | Serranía Media-Campichuelo y Serranía Baja                     | Cuenca               |
|        | Villalba del Rey           | 483              | 95,07      | 5                | 16246   | La Alcarria Conquense                                          | Tarancón             |
|        | Villalgordo del Marquesado | 64               | 30,30      | 2                | 16247   | La Mancha de Cuenca                                            | Tarancón             |
|        | Villalpardo                | 1.000            | 31,49      | 32               | 16248   | La Manchuela Conquense                                         | Motilla del Palancar |
|        | Villamayor de Santiago     | 2.370            | 181,17     | 13               | 16249   | La Mancha de Cuenca                                            | Tarancón             |
|        | Villanueva de Guadamejud   | 53               | 30,61      | 2                | 16250   | La Alcarria Conquense                                          | Tarancón             |
|        | Villanueva de la Jara      | 2.340            | 156,06     | 15               | 16251   | La Manchuela Conquense                                         | Motilla del Palancar |
|        | Villar de Cañas            | 368              | 70,36      | 5                | 16253   | La Mancha de Cuenca                                            | Tarancón             |
|        | Villar de Domingo García   | 215              | 76,89      | 3                | 16254   | La Alcarria Conquense                                          | Cuenca               |
|        | Villar de la Encina        | 149              | 49,19      | 3                | 16255   | La Mancha de Cuenca                                            | Tarancón             |
|        | Villar de Olalla           | 1.512            | 157,83     | 10               | 16263   | Serranía Media-Campichuelo y Serranía Baja                     | Cuenca               |
|        | Villar del Humo            | 176              | 150,05     | 1                | 16258   | Serranía Media-Campichuelo y Serranía Baja                     | Cuenca               |
|        | Villar del Infantado       | 31               | 21,76      | 1                | 16259   | La Alcarria Conquense                                          | Cuenca               |
|        | Villar y Velasco           | 76               | 61,77      | 1                | 16910   | La Alcarria Conquense                                          | Cuenca               |
|        | Villarejo de Fuentes       | 400              | 128,36     | 3                | 16264   | La Mancha de Cuenca                                            | Tarancón             |
|        | Villarejo de la Peñuela    | 18               | 13,02      | 1                | 16265   | La Alcarria Conquense                                          | Cuenca               |
|        | Villarejo-Periesteban      | 377              | 33,43      | 11               | 16266   | La Mancha de Cuenca                                            | Cuenca               |
|        | Villares del Saz           | 495              | 70,16      | 7                | 16269   | La Mancha de Cuenca                                            | Tarancón             |
|        | Villarrubio                | 213              | 28,20      | 8                | 16270   | La Mancha de Cuenca                                            | Tarancón             |
|        | Villarta                   | 847              | 25,62      | 33               | 16271   | La Manchuela Conquense                                         | Motilla del Palancar |
|        | Villas de la Ventosa       | 221              | 145,11     | 2                | 16272   | La Alcarria Conquense                                          | Cuenca               |
|        | Villaverde y Pasaconsol    | 321              | 21,20      | 15               | 16273   | La Mancha de Cuenca                                            | Cuenca               |
|        | Víllora                    | 127              | 68,90      | 2                | 16274   | Serranía Media-Campichuelo y Serranía Baja                     | Cuenca               |
|        | Vindel                     | 16               | 25,25      | 1                | 16275   | La Alcarria Conquense                                          | Cuenca               |
|        | Yémeda                     | 19               | 28,84      | 1                | 16276   | Serranía Media-Campichuelo y Serranía Baja                     | Cuenca               |
|        | Zafra de Záncara           | 90               | 78,72      | 1                | 16277   | La Mancha de Cuenca                                            | Tarancón             |
|        | Zafrilla                   | 53               | 106,11     | 0                | 16278   | Serranía Alta                                                  | Cuenca               |
|        | Zarza de Tajo              | 274              | 45,82      | 6                | 16279   | La Mancha de Cuenca                                            | Tarancón             |
|        | Zarzuela                   | 163              | 40,33      | 4                | 16280   | Serranía Media-Campichuelo y Serranía Baja                     | Cuenca               |
|        | Provinz Cuenca             | 197.606          | 17.138,59  | 12               | 16000   | –                                                              | –                    |

- Karte mit allen verlinkten Seiten:
- OSM |
- WikiMap